# Naturbahnrodel-Weltcup 2014/15
Der GRM Group Weltcup im Rennrodeln auf Naturbahn Naturbahnrodel-Weltcup 2014/15 begann am 11. Dezember 2014 in Kühtai und endete am 15. Februar 2015 in Umhausen. Es wurden in jeweils drei Disziplinen sechs Saisonrennen ausgetragen. Höhepunkt der Saison war die Naturbahnrodel-Weltmeisterschaft 2015 vom 15. bis zum 18. Januar 2015 in Sankt Sebastian.

## Damen-Einsitzer

### Ergebnisse
| Datum                          | Ort                 | Siegerin               | Zweite                 | Dritte           |
| ------------------------------ | ------------------- | ---------------------- | ---------------------- | ---------------- |
| 11. bis 14. Dezember 2014      | Kühtai              | Jekaterina Lawrentjewa | Greta Pinggera         | Tina Unterberger |
| 2. bis 4. Januar 2015          | Laas                | Jekaterina Lawrentjewa | Evelin Lanthaler       | Sara Bachmann    |
| 9. bis 11. Januar 2015         | Deutschnofen        | Jekaterina Lawrentjewa | Evelin Lanthaler       | Sara Bachmann    |
| 22. bis 25. Januar 2015        | Obdach-Winterleiten | Evelin Lanthaler       | Jekaterina Lawrentjewa | Tina Unterberger |
| 29. Januar bis 1. Februar 2015 | Vatra Dornei        | Jekaterina Lawrentjewa | Evelin Lanthaler       | Tina Unterberger |
| 12. bis 15. Februar 2015       | Umhausen            | Jekaterina Lawrentjewa | Evelin Lanthaler       | Maria Auer       |

### Weltcupstand
Endstand
| Rang | Name                   | Punkte |
| ---- | ---------------------- | ------ |
| 01   | Jekaterina Lawrentjewa | 585    |
| 02   | Evelin Lanthaler       | 500    |
| 03   | Greta Pinggera         | 375    |
| 03   | Tina Unterberger       | 365    |
| 05   | Sara Bachmann          | 340    |
| 06   | Petra Dragicevic       | 243    |
| 07   | Michaela Maurer        | 228    |
| 08   | Michelle Diepold       | 225    |
| 09   | Theresa Maurer         | 212    |
| 10   | Christina Götschl      | 196    |

## Herren-Einsitzer

### Ergebnisse
| Datum                          | Ort                 | Sieger           | Zweiter             | Dritter               |
| ------------------------------ | ------------------- | ---------------- | ------------------- | --------------------- |
| 11. bis 14. Dezember 2014      | Kühtai              | Patrick Pigneter | Florian Clara       | Florian Breitenberger |
| 2. bis 4. Januar 2015          | Laas                | Patrick Pigneter | Alex Gruber         | Thomas Kammerlander   |
| 9. bis 11. Januar 2015         | Deutschnofen        | Alex Gruber      | Anton Blasbichler   | Patrick Pigneter      |
| 22. bis 25. Januar 2015        | Obdach-Winterleiten | Michael Scheikl  | Patrick Pigneter    | Thomas Schopf         |
| 29. Januar bis 1. Februar 2015 | Vatra Dornei        | Patrick Pigneter | Alex Gruber         | Michael Scheikl       |
| 12. bis 15. Februar 2015       | Umhausen            | Patrick Pigneter | Thomas Kammerlander | Alex Gruber           |

### Weltcupstand
Endstand
| Rang | Name                | Punkte |
| ---- | ------------------- | ------ |
| 01   | Patrick Pigneter    | 555    |
| 02   | Alex Gruber         | 412    |
| 03   | Michael Scheikl     | 391    |
| 04   | Florian Clara       | 337    |
| 05   | Thomas Kammerlander | 320    |
| 06   | Thomas Schopf       | 268    |
| 07   | Anton Blasbichler   | 266    |
| 08   | Stanislaw Kowschik  | 247    |
| 09   | Grigori Bukin       | 209    |
| 10   | Alexander Jegorow   | 205    |

## Doppelsitzer

### Ergebnisse
| Datum                          | Ort                 | Sieger   | Sieger                         | Zweite     | Zweite                                    | Dritte     | Dritte                                    |
| ------------------------------ | ------------------- | -------- | ------------------------------ | ---------- | ----------------------------------------- | ---------- | ----------------------------------------- |
| 11. bis 14. Dezember 2014      | Kühtai              | Italien  | Patrick Pigneter Florian Clara | Russland   | Alexander Jegorow Pjotr Popow             | Osterreich | Christoph Regensburger Dominik Holzknecht |
| 2. bis 4. Januar 2015          | Laas                | Russland | Alexander Jegorow Pjotr Popow  | Osterreich | Rupert Brüggler Tobias Angerer            | Italien    | Patrick Pigneter Florian Clara            |
| 9. bis 11. Januar 2015         | Deutschnofen        | Italien  | Patrick Pigneter Florian Clara | Russland   | Alexander Jegorow Pjotr Popow             | Osterreich | Rupert Brüggler Tobias Angerer            |
| 22. bis 25. Januar 2015        | Obdach-Winterleiten | Italien  | Patrick Pigneter Florian Clara | Russland   | Alexander Jegorow Pjotr Popow             | Osterreich | Christoph Regensburger Dominik Holzknecht |
| 29. Januar bis 1. Februar 2015 | Vatra Dornei        | Italien  | Patrick Pigneter Florian Clara | Osterreich | Christoph Regensburger Dominik Holzknecht | Osterreich | Rupert Brüggler Tobias Angerer            |
| 12. bis 15. Februar 2015       | Umhausen            | Italien  | Patrick Pigneter Florian Clara | Russland   | Alexander Jegorow Pjotr Popow             | Osterreich | Rupert Brüggler Tobias Angerer            |

### Weltcupstand
Endstand
| Rang | Name                                        | Punkte |
| ---- | ------------------------------------------- | ------ |
| 01   | Patrick Pigneter – Florian Clara            | 570    |
| 02   | Alexander Jegorow – Pjotr Popow             | 500    |
| 03   | Christoph Regensburger – Dominik Holzknecht | 400    |
| 04   | Rupert Brüggler – Tobias Angerer            | 355    |
| 05   | Pawel Porschnew – Iwan Lasarew              | 281    |
| 06   | Tadej Dragicevic – Petra Dragičevič         | 276    |
| 07   | Petar Sawow – Antoni Stoitschkow            | 254    |
| 08   | Christian Wichan – Oliver Schiller          | 205    |
| 09   | Andrzej Laszczak – Damian Waniczek          | 160    |
| 10   | Christoph Knauder – Thomas Knauder          | 141    |